# Epigenética computacional
La epigenética computacional utiliza métodos de bioinformática para complementar la investigación experimental en la epigenética. Debido a la reciente explosión de datos epigenóma, los métodos computacionales juegan un papel creciente en todos los ámbitos de la investigación epigenética.
La investigación en epigenética computacional comprende el desarrollo y aplicación de métodos de bioinformática para la resolución de preguntas epigenética, así como el análisis de datos computacional y modelización teórica en el contexto de la epigenética.

## Áreas de desarrollo
Procesamiento de datos y análisis epigenéticos
Diversas técnicas experimentales se han desarrollado para todo el genoma de mapeo de la información epigenética, los más utilizados están chip-on-chip, chip-ss y secuenciación de bisulfito. Todos estos métodos generan grandes cantidades de datos y requieren formas más eficientes de procesamiento de datos y control de calidad por métodos bioinformáticos.
Epigenoma de predicción
Una parte importante de la investigación bioinformática se ha dedicado a la predicción de la información epigenética de las características de la secuencia del genoma. Estas predicciones tienen un doble propósito. En primer lugar, las predicciones exactas epigenoma puede sustituir a los datos experimentales, hasta cierto punto, lo cual es particularmente relevante para el recién descubierto los mecanismos epigenéticos y de otras especies de humanos y de ratón. En segundo lugar, los algoritmos de predicción de construir modelos estadísticos de la información epigenética de datos de entrenamiento y por lo tanto, puede actuar como un primer paso hacia la modelización cuantitativa de un mecanismo epigenético.
Aplicaciones en epigenética del cáncer
El importante papel de los defectos epigenéticos para el cáncer abre nuevas oportunidades para mejorar el diagnóstico y la terapia. Estas áreas activas de investigación dan lugar a dos preguntas que resultan especialmente adecuadas para el análisis bioinformático. En primer lugar, dada una lista de regiones genómicas presentan diferencias epigenéticas entre las células tumorales y los controles (o entre los diferentes subtipos de la enfermedad), podemos detectar patrones comunes o encontrar evidencias de una relación funcional de estas regiones con el cáncer? En segundo lugar, podemos utilizar los métodos de bioinformática con el fin de mejorar el diagnóstico y tratamiento mediante la detección y clasificación de subtipos de la enfermedad importante?

## Temas emergentes
La primera ola de la investigación en el campo de la epigenética computacional fue impulsado por el rápido progreso de los métodos experimentales para la generación de datos, que requieren métodos de cálculo adecuados para el procesamiento de datos y control de calidad, llevó a los estudios de predicción epigenoma como una forma de entender la distribución genómica de la información epigenética , y sentó las bases para los proyectos iniciales de epigenética del cáncer. Si bien estos temas seguirán siendo las principales áreas de investigación y la mera cantidad de los datos derivados de los proyectos epigenéticos epigenoma plantea un reto significativo bioinformática, varios temas adicionales que están surgiendo.
- Circuito regulador epigenética: la ingeniería inversa de las redes reguladoras que leer, escribir y ejecutar códigos epigenéticos.
- Epigenética de la población: Destilación mecanismos de regulación de la integración de datos epigenoma con perfiles de expresión génica y mapas de haplotipos para una amplia muestra de una población heterogénea.
- Epigenética evolutiva: Aprender acerca de la regulación en epigenoma humano (y sus consecuencias médicas) por las comparaciones entre especies.
- Modelos teóricos: Prueba de nuestra mecánica y comprensión cuantitativa de los mecanismos epigenéticos en la simulación de silico.
- Navegadores del genoma: Desarrollo de una nueva mezcla de servicios web que permiten a los biólogos para llevar a cabo sofisticados genoma y el análisis epigenoma dentro de un entorno genoma fácil de usar navegador.
- Epigenética médica: La búsqueda de los mecanismos epigenéticos que juegan un papel en otras enfermedades distintas al cáncer, ya que existe una fuerte evidencia circunstancial de la regulación epigenética está implicado en los trastornos mentales, enfermedades autoinmunes y otras enfermedades complejas.[3]